# Święty Grzegorz (obraz Michaela Willmanna)
Święty Grzegorz – obraz śląskiego malarza barokowego, Michaela Willmanna.
Obraz jest jednym z czterech dzieł tworzących cykl przedstawiający Ojców Kościoła; trzy pozostałe to Święty Hieronim, Święty Ambroży i Święty Augustyn. Jest jednym z dwóch niesygnowanych obrazów z cyklu Ojcowie Kościoła.
Święty Grzegorz był jednym z ojców i doktorów Kościoła, reformatorem liturgicznego śpiewu kościelnego, w 590 wybrany został na papieża. Willmann ukazał go w stroju pontyfikalnym, w kapie z adamaszku, tiarze oraz z papieskim pastorałem w prawej ręce i ze mszałem w lewej. Po lewej stronie w mensie ołtarza stoi krucyfiks. Nad ramieniem artysta, wzorując się na przekazie ze Złotej legendy, ukazał gołębia symbolizującego boskie natchnienie, jakie spływało na Grzegorza podczas tworzenia jego pism. Na jego szatach, twarzy i tiarze odbijają się promienie światła nadając sylwetce wrażenie ruchu.

## Proweniencja
Obraz został namalowany dla klasztoru Cystersów w Lubiążu. Po roku 1810 został przeniesiony do Kunst- und Antikenkabinett der Königlichen Universität zu Breslau, w 1853 do Bildergalerie im Ständehaus we Wrocławiu, a w 1880 do kolekcji Śląskiego Muzeum Sztuk Pięknych. W 1942 roku obraz został przeniesiony do składnicy w Kamieńcu Ząbkowickim, skąd w 1946 roku został przejęty przez Muzeum Narodowe w Warszawie. W 1981 roku obraz został przekazany do Muzeum Narodowego we Wrocławiu.